# Port Windawa
Port Windawa (łot. Ventspils osta) – niezamarzający port we wschodniej części Morza Bałtyckiego, drugi co do wielkości na terenie Łotwy.

## Historia
Już w XIII wieku zbudowano port u ujścia rzeki Windawy. W średniowieczu Windawa była członkiem Hanzy. Od 1561 miasto należało do Księstwa Kurlandii i Semigalii, lenna Rzeczypospolitej. W 1659 roku miasto i port zostało zajęte przez Szwedów. W 1795 roku Windawa została włączona do Cesarstwa Rosyjskiego. Ponieważ większość rosyjskich portów nadbałtyckich zamarzała na co najmniej pół roku w okresie zimowym, port w Windawie stał się ważnym portem dla rosyjskiego importu i eksportu do Europy Zachodniej. Pod koniec XIX wieku port został rozbudowany i zbudowano linię kolejową Moskwa-Windawa. Na początku XX wieku Windawa stała się portem większym od Lipawy. Z czasem port zaczął podupadać. Jego rozwój nastąpił dopiero w latach 60. XX wieku, gdy ZSRR zbudował rurociąg Samara-Połock-Windawa. Przez port w Windawie ZSRR eksportował 40% swojej ropy na Zachód. Od 2002 roku Rosjanie wykorzystują do transportu ropy własne porty, dlatego rurociąg obecnie jest nieczynny. Obecnie w porcie przeładowuje się rosyjski węgiel kamienny. Jest to także największy port morski wykorzystywany przez Białoruś, tu bowiem przeładowywanych jest najwięcej towarów białoruskiego importu i eksportu.

## Ventspils Tirdzniecības osta
Po odzyskaniu niepodległości przez Łotwę wejścia do portu zostały pogłębione do 17,5 metra. Do portu mogą wpływać wszystkie statki pływające po Bałtyku. W 1994 roku powstała Ventspils Tirdzniecības osta (VTO), która zarządza portem.

## Połączenia promowe
Firma Stena Line oferuje  połączenia promowe z Windawy do Nynäshamn i Travemünde.

## Latarnie morskie
Zarząd portu odpowiada za utrzymanie trzech łotewskich latarni morskich:  Ovišu, Užava i Akmeņrags.